# Honnecourt-sur-Escaut
Honnecourt-sur-Escaut är en kommun i departementet Nord i regionen Hauts-de-France i norra Frankrike. Kommunen ligger i kantonen Marcoing som tillhör arrondissementet Cambrai. År 2022 hade Honnecourt-sur-Escaut 722 invånare.

## Befolkningsutveckling
Antalet invånare i kommunen Honnecourt-sur-Escaut
| Referens: INSEE |